# Цвет войны (линейный корабль, 1699)
«Цвет войны» или «Орлах-блюм» — парусный корабль пятого ранга Азовского флота Российской империи, построенный кумпанством князя И. Б. Троекурова, участник Керченского похода 1699 года.
В 1699 году командиром корабля служил голландец на российской службе шаутбенахт Ян фан-Рез (нидерл. Jan van Reez).

## Описание судна
Построенные для Азовского флота корабли, в числе которых был и «Цвет войны», первоначально были названы баркалонами (от итал. barca longo — длинная барка), однако фактически соответствовали кораблям 5-го класса по принятой в Европе в конце XVII века классификации и в последующие годы во всех документах числились в качестве кораблей. Представляли собой двух- или трехмачтовые корабли с прямым и косыми парусным вооружением, вооружались 26—46 орудиями различного калибра, включавшие двух-, четырёх-, шестифунтовые орудия и дробовики.
Длина корабля по сведениям из различных источников составляла от 35,4 до 38,2 метра, а ширина — от 7,5 до 8 метров. Несмотря на то, что корабль относился к 36-пушечным, его вооружение в разное время могло составлять от 32 до 43 орудий, а экипаж состоял из 135 человек.
Как и все корабли, построенные кумпанствами, отличался несовершенством конструкции и низким качеством выполнения работ по постройке.

## История службы
Линейный корабль «Цвет войны» был заложен кумпанством князя И. Б. Троекурова на Воронежской верфи и после спуска на воду весной 1699 года вошёл в состав Азовского флота России. Строительство корабля вели голландские мастера, имён которых не сохранилось.
В мае 1699 года корабль был переведён из Воронежа в Азов. Летом того же года в составе составе эскадры адмирала Ф. А. Головина принимал участие в Керченском походе. 23 июня (3 июля) эскадра вышла из Азова в Таганрог, затем разделилась на два отряда, которые с 5 (15) по 7 (17) августа маневрировали в Таганрогском заливе, а с 14 (24) по 18 (28) августа корабли эскадры ушли в Керчь. 31 августа (10 сентября) 1699 года вместе с другими кораблями эскадры «Цвет войны» вернулся в Таганрог, а 23 ноября (3 декабря) перешёл в Азов.
В 1703 году корабль совершил переход в Таганрог. В 1704 году был поставлен в док в Таганроге на ремонт, где по окончании службы в 1710 году и был разобран.

### Комментарии
1. ↑  125 футов.
2. ↑  26 футов 5 или 5,5дюймов.
3. ↑  Например, книге «Russian Warships in the Age of Sail 1696-1860» приводится следующее вооружение корабля: два 6-фунтовых, восемнадцать 4-фунтовых, шесть 3-фунтовых и десять 2-фунтовых орудий.